# Euphilotes bayensis
Euphilotes bayensis är en fjärilsart som beskrevs av Wann Langston, Jr. 1964. Euphilotes bayensis ingår i släktet Euphilotes och familjen juvelvingar. Inga underarter finns listade i Catalogue of Life.